# Rabyně
Rabyně (Duits: Rabin of Rabin in Böhmen) is een Tsjechische gemeente in de regio Midden-Bohemen, en maakt deel uit van het district Benešov. Het dorp ligt op 18 kilometer afstand van de stad Benešov.
Rabyně telt 294 inwoners (2025).

## Geografie
De gemeente bestaat uit de volgende plaatsen:
- Rabyně
- Blaženice
- Loutí
- Měřín
- Nedvězí

Rabyně ligt aan de rivier de Moldau. Nabij het dorp bevindt zich de Slapy-dam. Het gemeentehuis staat in de deelgemeente Blaženice.

## Geschiedenis
De eerste schriftelijke vermelding van het dorp dateert van 1227.
Tijdens de Tweede Wereldoorlog maakte Rabyně onderdeel uit van het militaire oefenterrein van de Waffen-SS Beneschau. De inwoners moesten daarom op 15 september 1942 noodgedwongen verhuizen. Sinds 1960 maakt Rabyně volledig deel uit van het district Benešov.

## Verkeer en vervoer

### Autowegen
Rabyně is te bereiken via diverse regionale wegen. 

### Spoorlijnen
Er is geen station in de gemeente. Het dichtstbijzijnde station is in Krhanice, op zo'n zestien kilometer afstand. Dat station ligt aan spoorlijn 210 Praag - Vrané nad Vltavou - Jílové u Prahy - Týnec nad Sázavou - Čerčany. Het vervoer op de lijn begon in 1897.

### Buslijnen
Er zijn diverse bushaltes in de gemeente, die Rabyně verbinden met onder andere Benešov, Praag-Smíchovské en Týnec nad Sázavou.

### Wandelroutes
De volgende wandelroutes lopen door of beginnen in de gemeente:
- Blauw: Štěchovice - Slapská přehrada - Vysoký Újezd - Tuchyně;
- Groen: Rabyně - Měřín - Jablonná;
- Geel: Třebsín - Teletín - Pexův Luh - Nedvězí - Blaženice - Jablonná - Blažim.

## Galerij

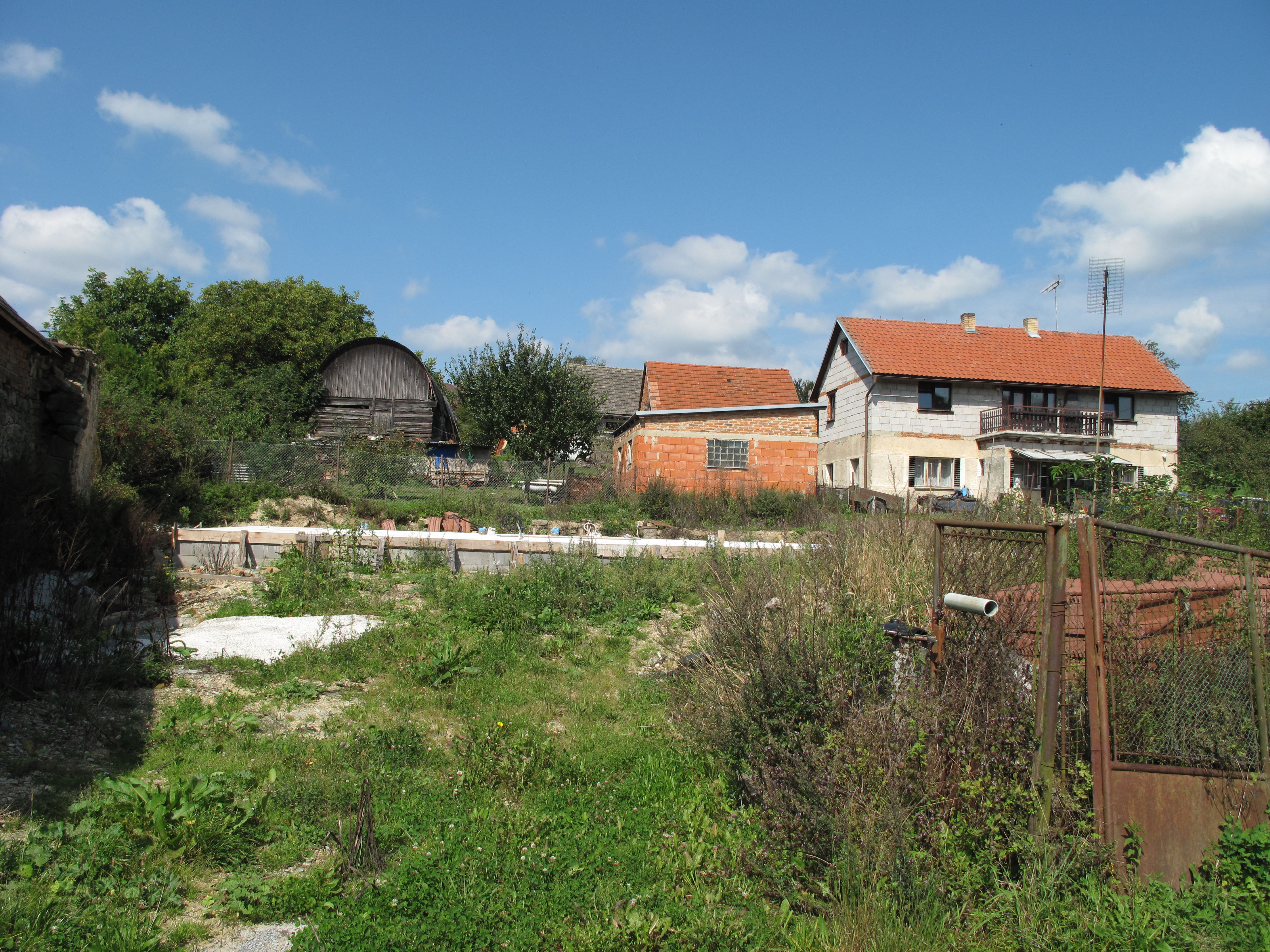
Huizen in het dorp (2014)
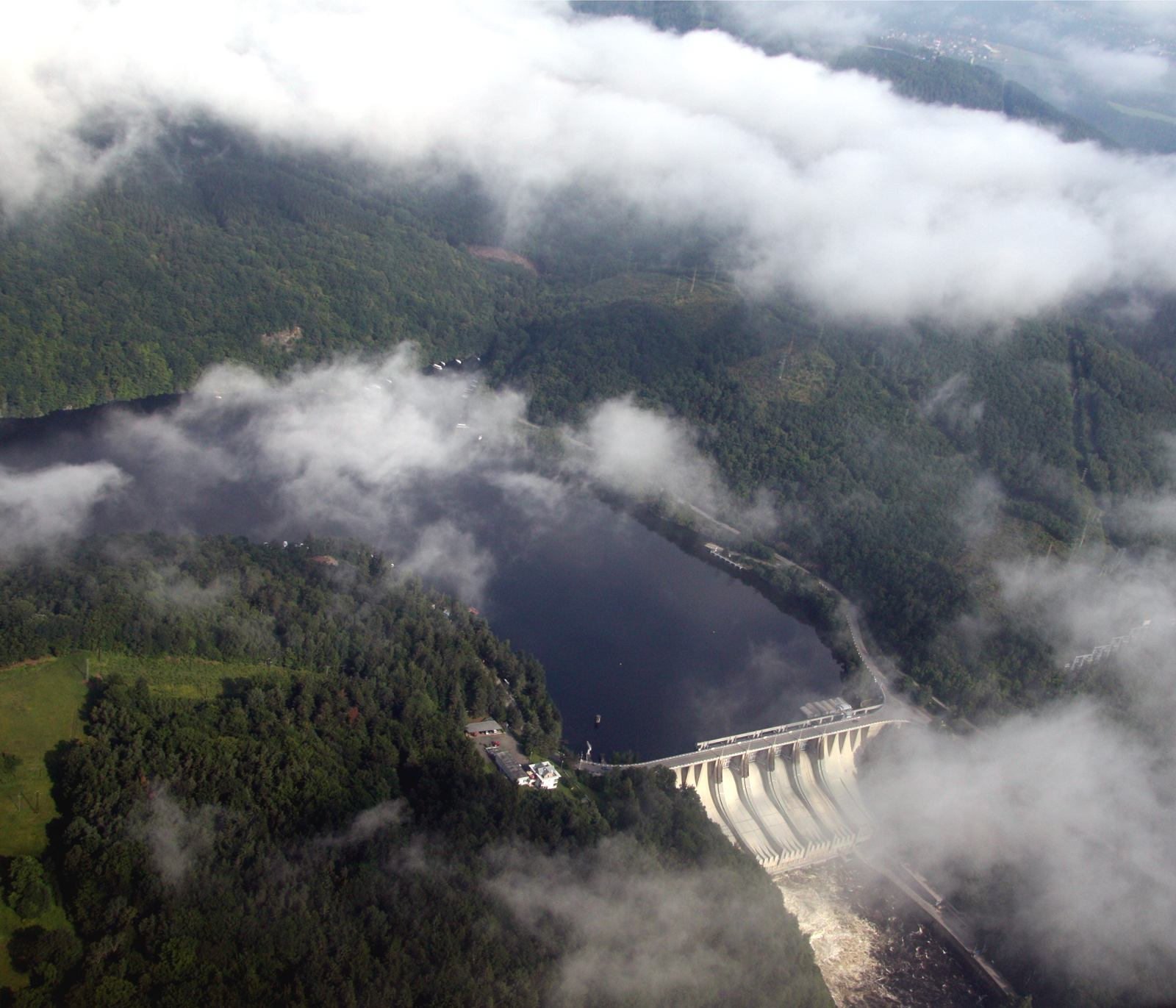
Slapy-dam nabij het dorp (2009)
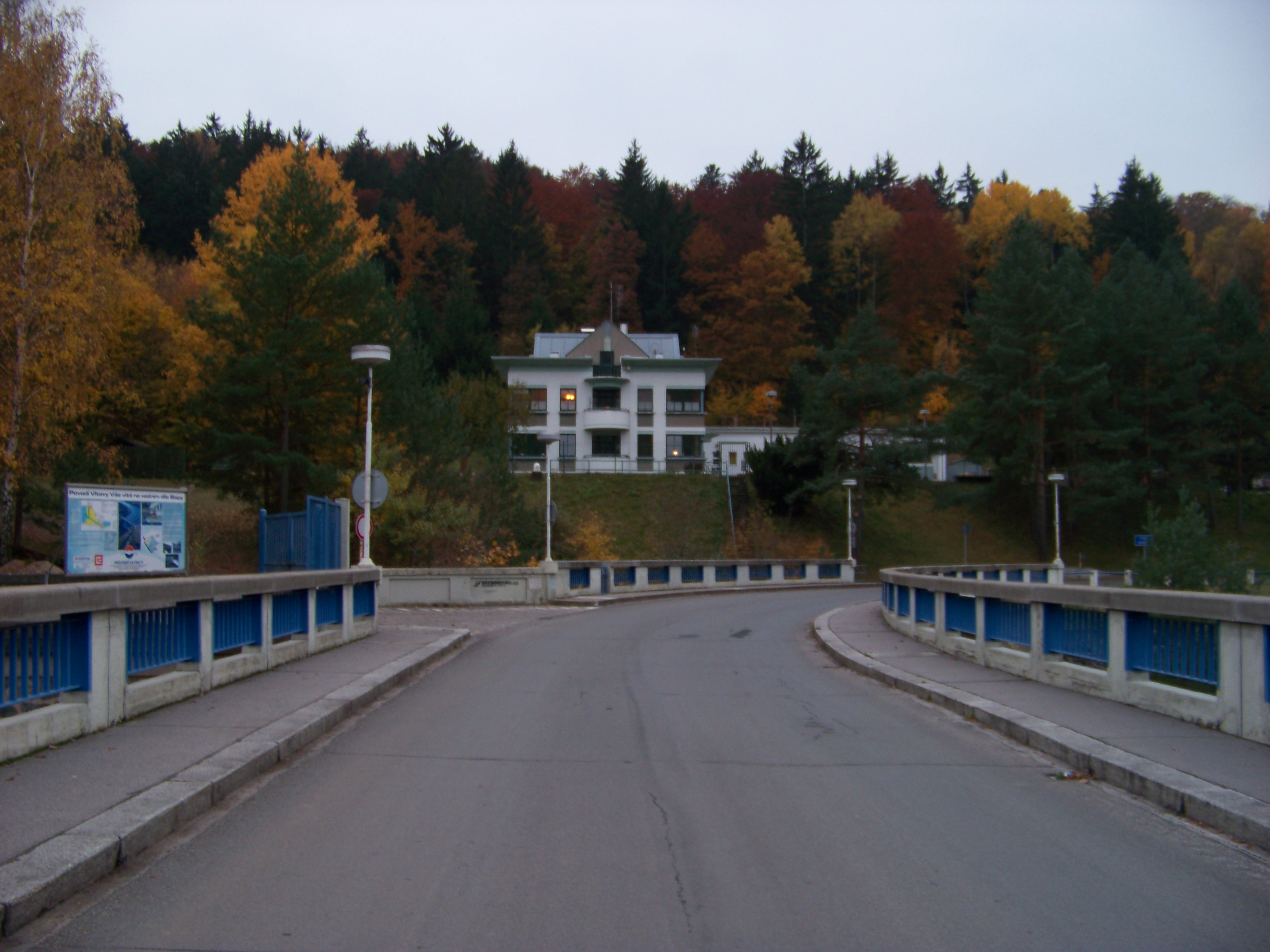
Brug bij de dam (2011)
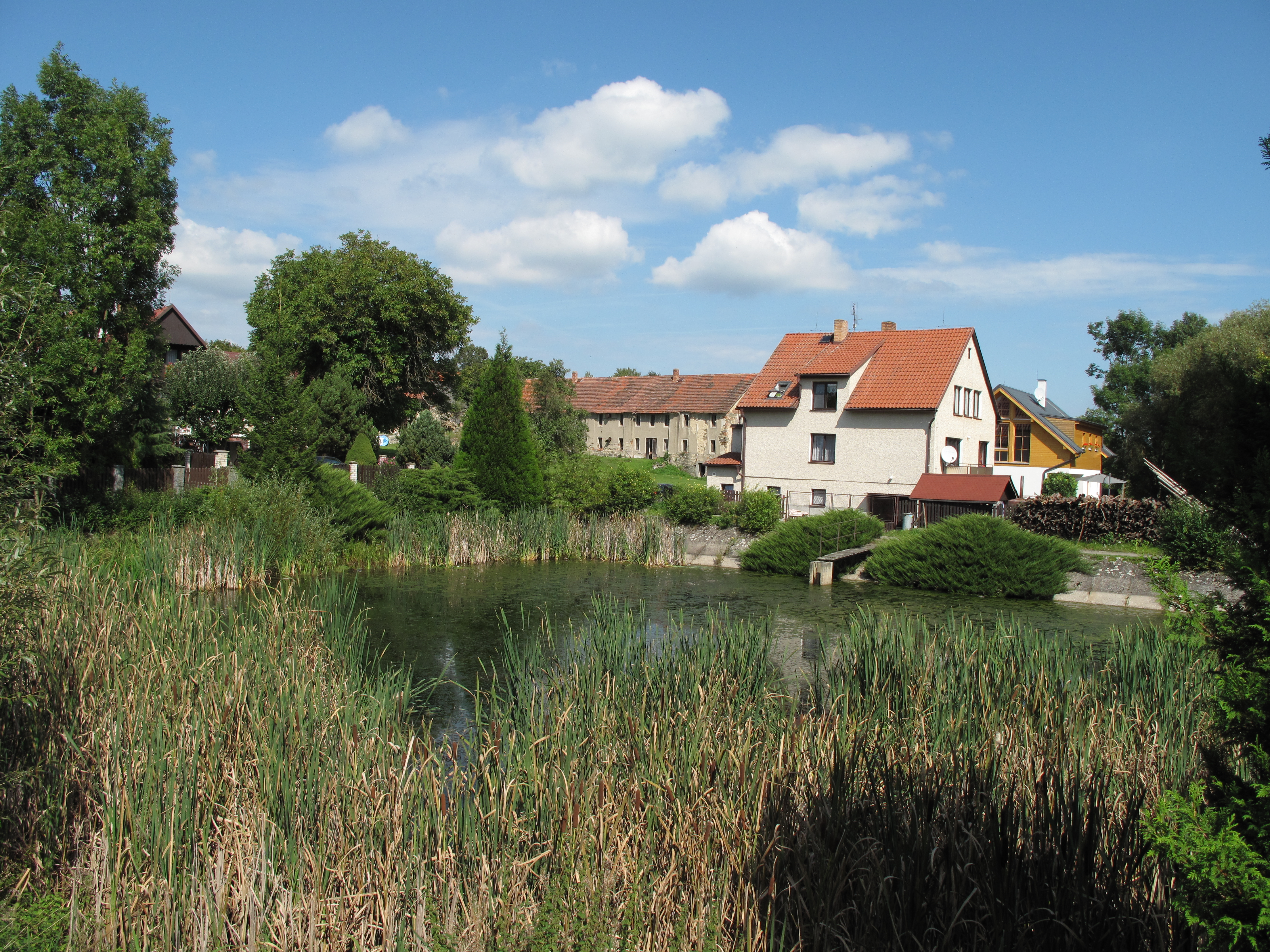
Dorpsvijver (2014)